# Philodendron senatocarpium
Philodendron senatocarpium är en kallaväxtart som beskrevs av Michael T. Madison. Philodendron senatocarpium ingår i släktet Philodendron och familjen kallaväxter. Inga underarter finns listade.